# هنر بوم‌شناختی

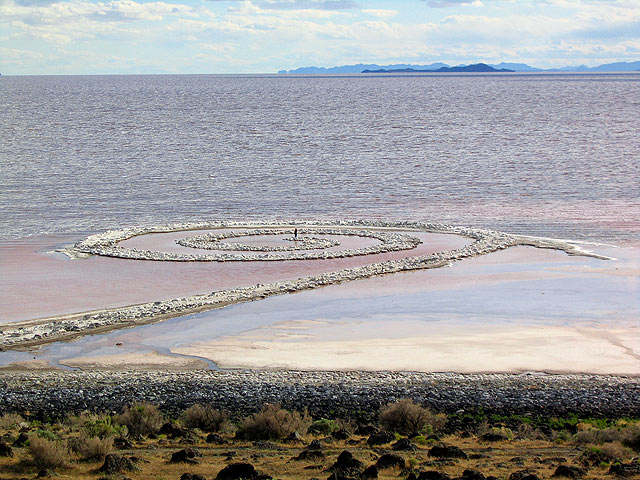
اسکله حلزونی در آمریکا

هنر بوم‌شناختی، که به آن هنر زیست‌محیطی نیز گفته می‌شود، در بر گیرندهٔ چندین رویکرد و فرم مختلف هنری است که به تعامل با محیط زیست می‌پردازند یا آن را بازنمایی می‌کنند. این سبک هنری، محدود به بازهٔ زمانی چندان مشخصی نیست و شامل قلمرو نسبتاً وسیعی از فعالیت‌های هنری می‌شود؛ شباهت کلیدی میان فعالیت‌هایی که تحت این نام دسته‌بندی می‌شوند، نحوهٔ تعامل آنها با طبیعت و محیط زیست است.
این سبک به صورت منسجم‌تر نخستین بار در سال ۱۹۶۸ مطرح شد. آلن سانفیست (Alan Sonfist) از پیروان و فعالان این هنر بود.

## منبع‌شناسی مطالعات هنر زیست‌محیطی
اصطلاح هنر زیست‌محیطی در ادبیات پژوهشی فارسی نخستین بار توسط برومند و ناصری (۱۳۹۹) در پژوهشی با عنوان «بررسی جلوه‌های آب در هنر زیست‌محیطی (مورد مطالعه: ادبیات منظو معاصر فارسی)» به کار رفت و سپس در مقاله‌ای با عنوان «نومفهوم‌پردازی هنر زیست‌محیطی» توسط برومند و فراشی تکمیل و تبیین گردید.
در پژوهش برومند و فراشی (۱۴۰۰) جریان کنش‌گرانه هنری هنر برای محیط زیست، هنر اکولوژیک، هنر ارگانیک و هنر سبز ذیل نومفهوم «هنر زیست‌محیطی» معرفی، دسته‌بندی و مبانی آن تبیین شد. نتایج این تحقیق نشان داد هنرمندان این جریان هنری همسو با سایر فعالان محیط زیست، به بحران‌های محیط‌زیست همچون انقراض گسترده گونه‌های حیات‌وحش، گرمایش جهانی، بحران زباله و بسیاری مسائل و چالش‌های دیگر معترض بودند. در این جستار تلاش شده تا به آثار این هنرمندان در شاخه‌های مختلف ادبیات، هنرهای تجسمی، هنرهای آوائی، هنرهای نمایشی و معماری به تفصیل پرداخته شود. این گونه هنری ذاتاً تحول‌خواه و اخلاق‌محور است و مهم‌ترین رسالت آن را می‌توان آگاه‌سازی و آموزش محیط‌زیستی برشمرد. اگر مردم در سراسر جهان به وسیله هنر محیط‌زیستی با مسائل و بحران‌های محیط‌زیستی آشنا شوند و آموزش غیرمستقیم ببینند، می‌توانند در مدیریت و مدیریت این بحران‌ها نقش سازنده‌ای ایفا کنند.
در پژوهش برومند و ناصری (۱۳۹۹) پس از بازتعریف اجمالی «هنر محیط‌زیستی»، ادبیات به عنوان شاخه مهمی از آن تبیین شد. در راستای فهم دقیق‌تر علل توجه هنرمند معاصر به پدیده آب، ابتدا فرهنگ ایرانی-اسلامی در هردو بعد تأثیرگذار کهن‌الگوهای ملی و اندیشه‌های دینی بررسی و سپس نگاه ادبیات منظوم کلاسیک به پدیده آب به عنوان مقدمه تحصیل رویکرد معاصر تشریح گردید. در ادامه پس از مرور آثار هنرمندان معاصر، بیست و یک نمونه اثر شاخص انتخاب و بررسی شد. همگی این آثار در تشریح دیدگاه «هنر محیط‌زیستی» جهت کاربست مفاهیم هنر در خدمت حفاظت از عنصر حیات‌بخش آب با موضوعاتی از قبیل «نگاه صرفاً زیبایی شناسانه به آب»، «اهمیت آب برای بقای حیات وحش»، «آب به عنوان نماد حیات»، «تشریح تجربه آب به عنوان تجربه طبیعت»، «آب به عنوان شوینده چهره طبیعت»، «هشدار در جهت آلوده نساختن گوهر آب»، «تغییر رژیم‌های هیدرولوژِیک و توسعه ناپایدار»، «خشکسالی و بحران کم‌آبی»، «مقایسه وضعیت موجود با گذشته»، «خشک‌شدن رودخانه‌ها، دریاچه‌ها و تالاب‌ها» و «مطالبه آموزش محیط‌زیستی در راستای حفاظت از آب» را منعکس می‌ساختند.

### کتابشناسی
- Gooding, Mel (2002). Song of the Earth: European Artists and the Landscape. London: Thames & Hudson. p. 167p. ISBN 0-500-51016-4.
- Grande, John (1994). Balance: Art and Nature. London: Black Rose Books. ISBN 1-55164-234-4.
- Grande, John (2004). Art Nature Dialogues: Interviews with Environmental Artists. New York. ISBN 0-7914-6194-7.